# Maria da Fé (fadista)
Maria da Fé, de seu verdadeiro nome Maria da Conceição da Costa Marques Refachinho Gordo ComIH (Porto, 25 de maio de 1942), é uma fadista portuguesa.

## Biografia
Cedo se põe a cantar o fado. Já aos nove anos, na sua cidade natal, o Porto, participa em festas particulares, ganhando concursos.
Com dezoito anos muda-se para Lisboa, sendo logo contratada para cantar nas principais casas de fado, e depois no Casino Estoril.
O seu primeiro disco é de 1959. Esta criação dá-lhe projeção nacional. Inicia em 1963-64 a sua experimentação musical lançando o Pop-Fado, algo criticado por tradicionalistas, mas que lhe rende  maior projeção.
Em 1967 alcança finalmente o sucesso com as canções Valeu a Pena, Primeiro Amor e 20 Anos.
Casa-se em 1968 com o compositor e também fadista José Luís Gordo, que lhe dedica algumas composições e a tem como autêntica musa e do qual teve duas filhas, Filipa Gordo e Rita Gordo. No ano seguinte torna-se a primeira fadista a participar no Festival RTP da Canção.
Em 1975, junto com o marido e com António Mello Correia, inaugura o restaurante Sr. Vinho, onde o fado é um dos atrativos, na linha da velha tradição das casas de fado.
Participa num dos filmes protagonizados pelo ator norte-americano Robert Wagner, interpretando dois dos seus maiores sucessos: Cantarei até que a voz me doa e Portugal, meu amor, acompanhada por quatro instrumentistas.
É uma das raras artistas portuguesas a levar o fado até ao Brasil (1984 - 1987), atuando nas principais casas de espetáculo do Rio de Janeiro e de São Paulo. Faz chegar o fado a outros países, como os Estados Unidos, Bélgica e Itália.

## Homenagens
O cantor e compositor brasileiro Caetano Veloso homenageia a fadista na sua canção "Língua".
No ano de 2005 o Ministério da Cultura de Portugal atribui-lhe a Medalha do Mérito Cultural, como reconhecimento por uma carreira de mais de quarenta anos. Recebe ainda a Cruz de Mérito da Cruz Vermelha Portuguesa e a Medalha de Ouro da Cidade do Porto.
Em 2006, é distinguida com o Prémio para a Melhor Intérprete Feminina de 2006 pela Fundação Amália Rodrigues.
Em 2009 celebra 50 anos de carreira, tendo atuado a 25 de junho no Coliseu dos Recreios e recebido em cena aberta a Medalha Municipal Grau Ouro da Cidade de Lisboa e uma Placa de Prata da Sociedade Portuguesa de Autores.
A 7 de junho de 2013, foi agraciada com o grau de Comendador da Ordem do Infante D. Henrique.

### Citações
- Vasco de Lima Couto, poeta:

"Ao Norte abriste a voz
Ao Sul achaste-a num fado
A que te deste de corpo inteiro."
David Mourão Ferreira ,poeta ,diz : "O FADO É MARIA DA FÉ"

## Discografia
A sua discografia conta com trinta LPs e vinte CDs. A sua voz é presença em todas as coletâneas de fado. Tem cerca de 450 números gravados. Do álbum Cantarei até que a Voz me Doa (título da principal canção de seu marido), já vendeu mais de 350 mil unidades.
Dentre estes destacam-se:
- Valeu a Pena,
- Primeiro Amor,
- Fado Errado,
- Vento do Norte,
- Obrigado,
- Cantarei Até que a Voz me Doa,
- É Mentira,
- Divino Fado , etc,etc.